# Dogomnogo
Dogomnogo est une localité située dans le département de Loumbila de la province de l'Oubritenga dans la région Plateau-Central au Burkina Faso.

## Économie
Essentiellement agro-pastorale, l'économie de Dogomnogo bénéficie également de la présence d'une banque de céréales.

## Santé et éducation
Le centre de soins le plus proche de Dogomnogo est le centre de santé et de promotion sociale (CSPS) de Loumbila tandis que le centre médical avec antenne chirurgicale (CMA) de la province se trouve à Ziniaré.